# 99プラス
『99プラス』（ナイナイプラス）は、2007年10月2日から2010年3月23日まで日本テレビ系列で毎週火曜日23:58 - 翌0:29（JST、特別番組の編成等で遅延の場合あり）に放送されていた、ナインティナイン（岡村隆史・矢部浩之）が司会を務めるバラエティ番組。番組タイトルロゴでの表記は「99+」となっている。

## 内容
- 番組開始当初はゲストを2人迎え、ナインティナインの2人がそれぞれ「人数限定プラン（ロケーション）」を提案。番組の最後にゲストが、それぞれのプランに参加したいかどうかを決める。参加者が居たプランは翌週に持ち越され、定員人数に達すれば、即出かけてプランが実行される。また、ゲストから人数限定プランの提案も可能である。それぞれのプランは「コミュ」と称する。
- 2008年1月からは趣向を変え、コミュ制を縮小。週替わりでプランを提案し、ゲストとともにスタジオ内で体験するのがメインとなる。
- 2008年4月にはスタジオを一新し、内容も変更。一芸に秀でた達人をスタジオで3 - 5組紹介する企画「きになる～ム」や、ゲストにまつわるプレゼン企画などを週替わりで放送し、その週の内容を「コミュ」と称していた。
- 改編期や年末年始には、22時からのプライムタイム枠で特別拡大版を放送している。ほとんどが火曜日で、『NEWS ZERO』を挟んで深夜のレギュラー放送時間は未公開シーンを放送した。

## スタッフ
- 構成：茶田洋→松井洋介、堀江利幸、田中直人、近藤祐次
- ナレーター：諏訪部順一
- 技術：ヌーベルバーグ（2008年末まで「ヌーベルフォース」と表記）
- 美術プロデュース：松崎純一
- 美術デザイン：栗原純二
- 編集：中西雅照
- MA：島崎敏晴
- 音効：森山顕仁
- バーチャル：神崎正斗
- TK：石島加奈子
- PR：高木明子
- タイトルデザイン：長添雅嗣（teevee graphics,inc.）、三田信二（SPOT）、豊田京太郎（フィニット）、山本拓生
- スタイリスト：f.i.j
- メイク：白水徹哉
- 協力：日本テレビアート、読売映像、ROXY、daihold、フラ＆タヒチ、サンディーズ･フラスタジオ
- AP：秋丸桃香
- デスク：本郷直
- ディレクター：諏訪一三、前田直彦、長島一泰、福島伸次郎、波多野俊介、冨田大介、那須太輔、岩本雅直、吉仲哲也
- 演出：海野裕二
- 総合演出：宮下仁志、伊藤慎一
- プロデューサー：松本浩明、鈴木希己江、島田顕、高家宏明
- チーフプロデューサー：松崎聡男
- 制作：SION、AX-ON、ZION
- 製作著作：日本テレビ

### 過去のスタッフ
- ナレーター：ユキ・ラインハート
- 構成：小野高義
- バーチャル：大竹潤一郎
- AP：山下仁志
- ディレクター：今井大輔、塩入修、宮本誠臣
- プロデューサー：坪倉大輔
- 制作：吉本興業

## 備考
- 初回の放送は0:28から放送（予定通り0:28から放送したとしても通常より30分遅れ）する予定だったが、プロ野球・巨人のセ・リーグ優勝の特別番組を放送、『NEWS ZERO』の放送時間拡大のため、さらに25分遅れで放送（日本標準時水曜日未明0:53 - 1:23）。
- 日テレ系列局がない沖縄県では4月から月曜0:55 - 1:28（琉球放送〈TBS系列〉）で放送していたが、2009年8月現在放送休止中。